# The Roof (Back in Time)
"The Roof (Back in Time)" é uma canção da cantora e compositora estadunidense Mariah Carey, presente em seu sexto álbum de estúdio, Butterfly (1997). 
A canção foi lançada na Europa como o terceiro single do álbum, em 20 de março de 1998, pela Columbia Records, e da mesma forma que seus singles anteriores "Butterfly" e "Breakdown", teve lançamento mundial limitado, devido a conflitos de Carey com a sua gravadora, Sony Music, na época. "The Roof" foi composta e produzida por Carey em colaboração com Trackmasters, e foi construída em cima de um sample de "Shook Ones (Part II)" (1995), da dupla estadunidense de hip hop Mobb Deep. A letra da canção descreve um encontro íntimo entre dois amantes, ocorrido num terraço, e como a lembrança deste evento afeta a protagonista. O remix estendido da canção conta com um verso de rap feito por Mobb Deep. Ambas as versões foram elogiadas pelos críticos de música contemporânea. 
No videoclipe da canção, Carey é vista em uma limusine reatando um encontro que teve em uma noite chuvosa. Adicionalmente, algumas cenas desse encontro são mostradas, com a artista acariciando o seu amante em uma festa no terraço de um prédio. Durante o clímax do vídeo, ela abre o teto solar da limusine e fica de pé na chuva, tentando reviver os momentos que passou na chuva naquele terraço. 
Devido ao seu lançamento limitado, "The Roof (Back in Time)" não conseguiu entrar na maioria das paradas musicais, com exceção dos Países Baixos e do Reino Unido, onde alcançou as posições 63 e 96, respectivamente. A canção fez parte do setlist da terceira turnê de Carey, Butterfly World Tour, de 1998, e também foi incluída no segundo álbum de compilação da cantora, The Ballads (2009). 
Em 2020, Carey revelou que a canção era sobre seu relacionamento com o jogador do New York Yankees Derek Jeter, a quem ela beijou pela primeira vez no terraço do apartamento dele. Em 14 de abril de 2022, Carey revelou uma versão regravada e reimaginada da canção, intitulada "The Roof (When I Feel the Need)", para seu curso na MasterClass. A canção conta com vocais da cantora de R&B Brandy.

## Antecedentes e lançamento
Depois do lançamento do seu quinto trabalho de estúdio em Setembro de 1995, Daydream, e o seu posterior sucesso comercial, Carey começou a focar-se em sua vida pessoal, que era um problema na época. Sua relação marital com Tommy Mottola, que era também o director executivo da Sony Music e gerente da artista, começou a se deteriorar devido às divergências no que concerne aos trabalhos musicais da artista, bem como o controle dele na carreira de Carey. Começando com Daydream, que foi lançado em um momento no qual a fama e popularidade de Carey estavam em alta no mundo, a intérprete começou a ter mais iniciativa e controle em sua música, tendo iniciado a infundir mais gêneros musicais em seus trabalhos. Em meados de 1997, a cantora já estava escrevendo e gravando o primeiro material para o seu próximo álbum, Butterfly. Logo depois, Carey e Mottola se separaram, o que deixou a artista com o controle total de seu álbum ainda em fases iniciais. Então, decidiu procurar trabalhar com uma vasta gama de produtores diferentes, inclusive Puff Daddy, Fareed Kamaal, Missy Elliott, Jean Claude Oliver e Samuel Barnes dos Trackmasters, além de continuar seu trabalho com o colaborador de longo tempo Walter Afanasieff. O primeiro single do álbum, "Honey", e seu vídeo musical acompanhante, apresentaram a cantora com uma imagem muito mais sexual, que era resultado de sua separação de Mottola. "The Roof (Back in Time)" foi lançada em 28 de julho de 1998 pela Columbia Records como o terceiro single de Butterfly.

## Estrutura musical e recepção crítica
|                                                    | "The Roof (Back in Time)" "The Roof" é uma canção de ritmo lento que mistura hip-hop e R&B. |
| Problemas para escutar este arquivo? Veja a ajuda. |                                                                                             |

"The Roof (Back in Time)" é uma canção de ritmo lento que faz uma mistura do gênero musical hip-hop com o R&B contemporâneo enquanto vai incorporando elementos vagos de baterias e ainda batidas pesadas e um som similar a ranhuras características de um disco de vinil. A segunda versão da canção apresenta um rap do grupo Trackmasters. "The Roof (Back in Time)" contém uma amostra da melodia de "Shook Ones Part II", de autoria do duo Mobb Deep, incorporando esse tema desde o refrão até ao gancho. Como parte de "dar camadas à canção", as vozes de fundo podem ser ouvidas durante todo o refrão e partes do gancho. O tema foi definido no compasso de tempo comum e composto na tonalidade de Mi bemol maior, apresentando uma progressão de acordes básica de Lá bemol a Fá1 bemol. A extensão vocal de Carey vai desde a nota baixa de Mi3 bemol até à nota alta de Fá5 bemol; o piano e a guitarra vão desde Fá3 bemol♭ até Sol5 bemol. As letras do refrão foram escritas por Carey, que ainda ficou encarregue da melodia do tema. Além de ajudar com a progressão de acordes, Cory Rooney co-arranjou e também produziu a faixa. O autor Chris Nickson achou que a canção era extremamente importante para a transição musical da artista, escrevendo: "Liricamente, esta [canção] é um pouco de seu melhor trabalho de todos, a melodia cativante e notoriamente sexy são a confirmação — como se fosse necessário — que esta era a nova Mariah."
"The Roof" foi aclamada por vários críticos de música contemporânea pelo desempenho vocal de Carey, instrumentação e letra. David Browne, para a revista eletrônica Entertainment Weekly, fez elogios à produção e arranjos e também aos vocais da artista, escrevendo: "Carey é ainda uma grande potência vocal capaz de transformar tudo em uma palavra de seis sílabas. Contudo, em grande parte do álbum, ela mantém os seus vocais notórios de várias oitavas bem escondidos. Mostrando alguma contenção admirável, ela aninha-se na penugem-macia de 'The Roof'." Rich Juzwiak, para a revista Slant, escreveu: "Um pouco mais que desejo, beijos e recordações acontecem em 'The Roof', uma versão R&B de 'Shook Ones', por Mobb Deep. Mas, liricamente, Mariah, a escritora, está vívida, às vezes chocantemente inteligente (rimar 'liberated' com 'Moet' é um golpe de génio."

## Performance comercial
"The Roof" foi escolhido como o terceiro single do Butterfly, recebendo um lançamento apenas 'airplay. Por causa do conflito entre Carey e sua gravadora na época, a Sony Music Entertainment, só foi lançado comercialmente na Europa, enquanto "Breakdown" foi lançado em toda a Oceania. No Reino Unido, a canção alcançou a posição número 96 durante a semana de 04 de abril de 1998. "The Roof" ficamos no UK Singles Chart durante uma semana antes de cair fora do top 100. Nos Países Baixos, também teve um desempenho fraco, chegando ao número 63 enquanto passava cinco semanas flutuando no Single Top 100.

## Divulgação

Carey em pé na limusine, debaixo de chuva, recordando uma noite chuvosa que passou com um antigo amor em um terraço

O videoclipe para "The Roof (Back in Time)" foi dirigido por Carey e Diane Martel, durante a primavera de 1998. O vídeo começa com ela sentada sozinha em uma limusine, recordando uma noite que teve em algum momento passado. Com as cenas de Mariah na limusine, outras cenas dela se vestindo em um apartamento velho são mostradas, paralelamente. Eventualmente, Carey junta-se a uma festa no último piso deste edifício, onde ela começa a dançar e acariciar seu amante. Enquanto a paixão entre eles cresce, uma chuva começa a cair, todos começam a se molhar no topo do edifício. Carey, quando está na limousine, abre o teto solar em uma noite chuvosa, tentando reviver os momentos mágicos que viveu. O vídeo termina com Carey molhada no banco de trás de uma limousine, triste e sozinha.
O videoclipe ganhou aclamação da crítica e está na décima oitava colocação na tabela da revista Slant, "100 Greatest Music Videos". Sal Ciquemani, da revista Slant, deu ao vídeo uma revisão positiva, complementando que a escolha de Carey de emparelhar a canção abafada com um "sofisticado conto de um encontro sexual". O vídeo conta a história de Carey recordando um amor do passado e a noite chuvosa que eles tiveram juntos. O vídeo se passa dentro de uma limousine escura, um apartamento na cidade de Nova Iorque, em um terraço, onde "Carey está em seu momento mais vulnerável, com rímel escorrendo e encharcada na noite chuvosa."
"The Roof (Back in Time)" foi cantada poucas vezes ao longo da carreira de Carey. A canção foi interpretada durante a Butterfly World Tour em 1998, com a exceção dos shows no Japão. Durante as interpretações, dançarinos do sexos masculinos e femininos estavam presentes no palco. Carey usava conjunto curto bege e realizava danças clássicas, ao lado de um parceiro masculino. Afora esses desempenhos, Mariah não cantou a música ao vivo em qualquer aparição televisiva ou concerto.

## Faixas e formatos
A versão física do single contem a versão inclusa em Butterfly e ainda quatro remixes. A versão lançada em 12" single apresenta o remix com participação dos Mobb Deep e ainda seis remixes.
| CD single |                                                        |         |  |
| N.º       | Título                                                 | Duração |  |
| 1.        | "The Roof (Back in Time)"                              | 5:15    |  |
| 2.        | "I'm A Believer" (versão de rádio)                     | 3:35    |  |
| 3.        | "The Roof (Back in Time)" (Mobb Deep extended Version) | 5:31    |  |
| 4.        | "The Roof (Back in Time)" (Full Crew's Club Mix)       | 4:58    |  |
| 5.        | "The Roof (Back in Time)" (Full Crew Mix)              | 4:58    |  |

| 12" single |                                                          |         |  |
| N.º        | Título                                                   | Duração |  |
| 1.         | "The Roof (Back in Time)"                                | 5:31    |  |
| 2.         | "The Roof (Back in Time)" (Full Crew's Club Mix)         | 4:31    |  |
| 3.         | "The Roof (Back in Time)" (Full Crew Mix)                | 4:58    |  |
| 4.         | "The Roof (Back in Time)" (Full Crew Radio Edit/Sem Rap) | 3:50    |  |
| 5.         | "The Roof (Back in Time)" (Funky Club Mix)               | 8:28    |  |
| 6.         | "The Roof (Back in Time)" (After Hours Mix)              | 9:13    |  |
| 7.         | "The Roof (Back in Time)" (Bass Man Mix)                 | 8:14    |  |

## Créditos
Os créditos seguintes foram adaptados do encarte do álbum Butterfly (1997).
- Mariah Carey — co-produção, composição, vocal
- Jean Claude Oliver — composição, vocal
- Samuel Barnes — composição, vocal
- Cory Rooney — mixagem, efeitos especiais
- Albert Johnson — composição
- Kejuan Waliek Muchita — composição

## Desempenho nas paradas musicais
| Tabela musical (1998)                 | Melhor posição |
| ------------------------------------- | -------------- |
| Países Baixos (Single Top 100)        | 63             |
| Reino Unido (Official Charts Company) | 87             |
| Reino Unido (OCC UK R&B)              | 15             |